# イラン王立哲学アカデミー
イラン哲学研究所（ペルシア語: مؤسسه پژوهشی حکمت و فلسفه ایران、英語: Iranian Institute of Philosophy / Institute for Research in Philosophy, IRIP）は、イランの公的な哲学研究機関。イラン革命以前にはイラン王立哲学アカデミー（ペルシア語: انجمن شاهنشاهی حکمت و فلسفهٔ ایران、英語: Imperial Iranian Academy of Philosophy）と呼ばれていた。

## 歴史
イラン王立哲学アカデミーは、パフレヴィー朝時代の1974年9月に設立され、Hossein Nasrらによって、イスラム哲学の学術的組織として確立された。

## リンク
- 公式サイト（ペルシア語）（英語）（アラビア語）

| サブスタブ | この項目は、まだ閲覧者の調べものの参照としては役立たない、書きかけの項目です。この項目を加筆・訂正などしてくださる協力者を求めています。このテンプレートは分野別のサブスタブテンプレートやスタブテンプレート（Wikipedia:分野別のスタブテンプレート参照）に変更することが望まれています。 |